# شوگاواتا هوم
شوگاواتا هوم (بنگالی: শুভাগত হোম চৌধুরী؛ زادهٔ ۱۱ نوامبر ۱۹۸۶) بازیکن کریکت اهل بنگلادش است.